# Jan Hoet
Jan, Knight Hoet (Lovaina, Bélgica, 23 de junio de 1936-Gante, Bélgica, 27 de febrero de 2014) fue el fundador del SMAK (Stedelijk Museum voor Actuele Kunst o Museo de la Ciudad de Arte Contemporáneo) en Gante, Bélgica.

## Biografía
Hoet curó documenta IX de Kassel en 1992. Posteriormente, organizó varias exposiciones importantes en todo el mundo. 
Hoet se desempeñó como curador de la SMAK desde 1975 hasta su jubilación en 2003. Después de retirarse, en 2003, se convirtió en director artístico del museo MARTa Herford en Herford (Alemania).

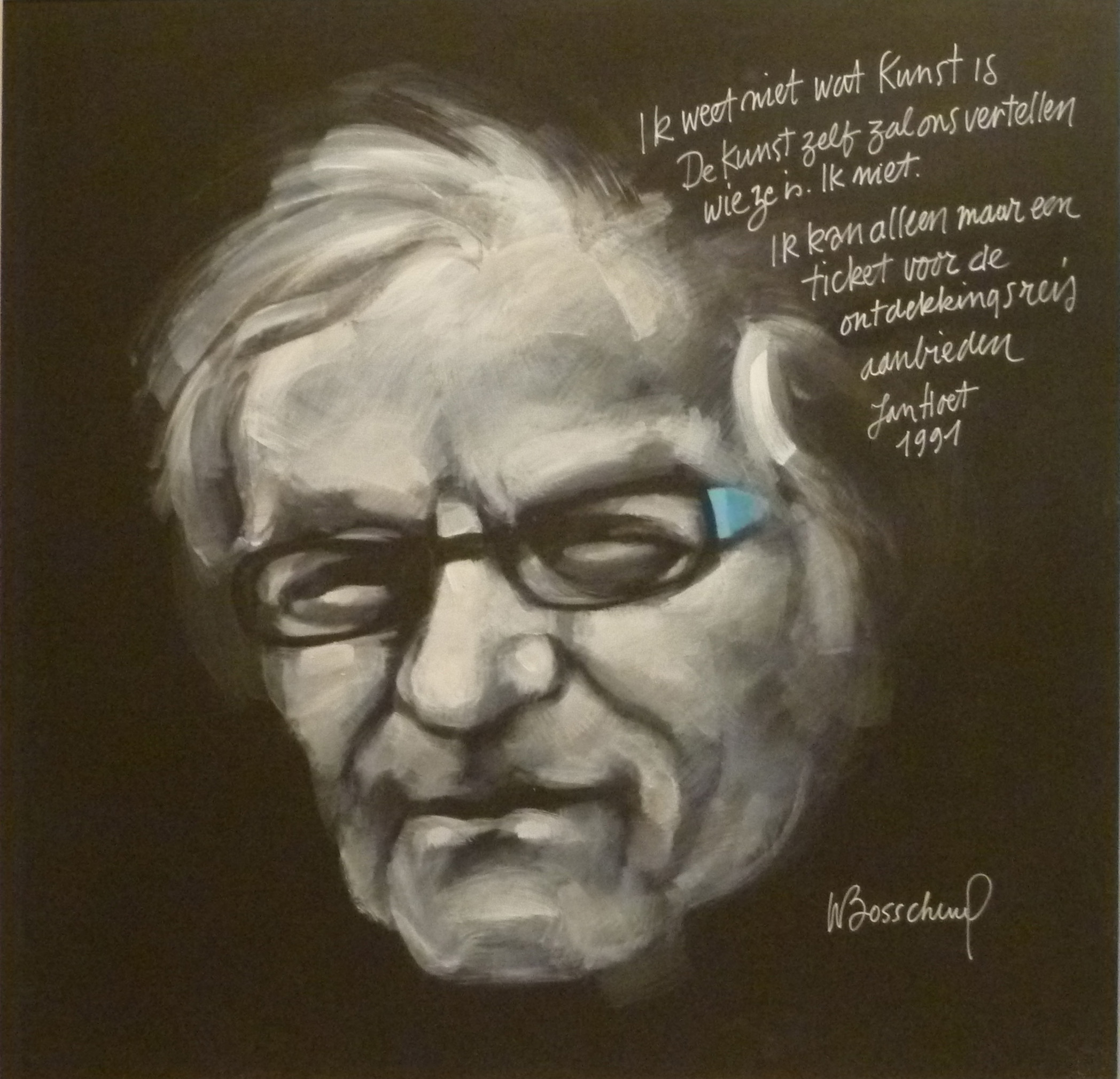
Jan Hoet (2014) por el pintor belga Willy Bosschem

El 17 de junio de 2012, Jan Hoet se derrumbó en el aeropuerto de Hamburgo. El 23 de junio de 2012, mientras era repatriado a Gante, Hoet sufrió de hipercapnia y tuvo que ser mantenido en el hospital de Soltau en estado de coma inducido durante una semana. A partir de ese momento su presencia en los medios de comunicación a consecuencia de sus problemas de salud fue constante. En enero de 2014 Hoet sufrió un segundo ataque al corazón. Murió en un hospital en Gante el 27 de febrero de 2014.